# Carline acaule
Carlina acaulis
Espèce
La Carline acaule (Carlina acaulis) est une plante de la famille des Astéracées (ou Composées) du genre Carlina. Le qualificatif « acaule » signifie que le capitule ne possède pas de tige apparente, reposant directement sur la rosette des feuilles.

## Noms vernaculaires
Carline acaule, Caméléon blanc, cardabelle[réf. souhaitée], gardabelle[réf. souhaitée].

## Sous-espèces
- Carlina acaulis L. subsp. acaulis des pelouses basophiles médioeuropéennes occidentales, mésohydriques
- Carlina acaulis L. subsp. caulescens (Lam.) Schübler & G.Martenss des pelouses basophiles subalpines, alpiennes.

## Description

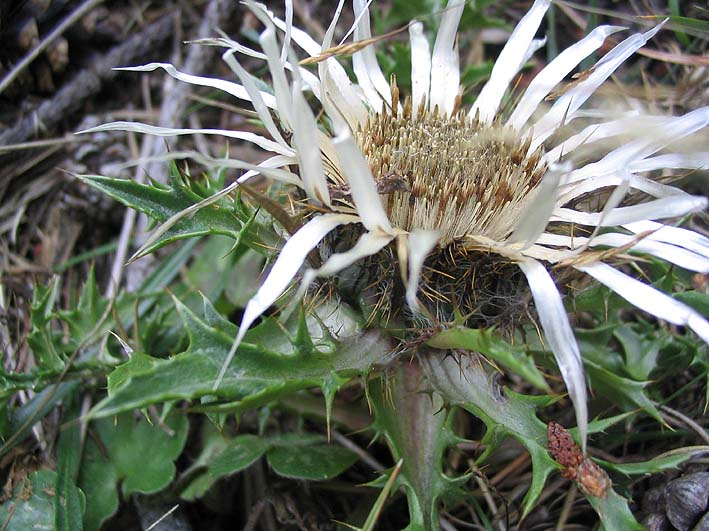
Vue latérale du capitule
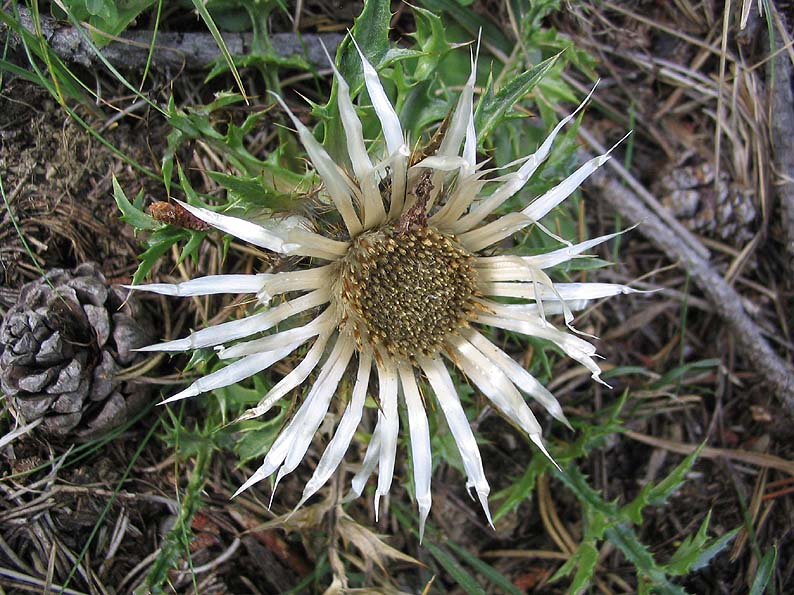
Vue de dessus
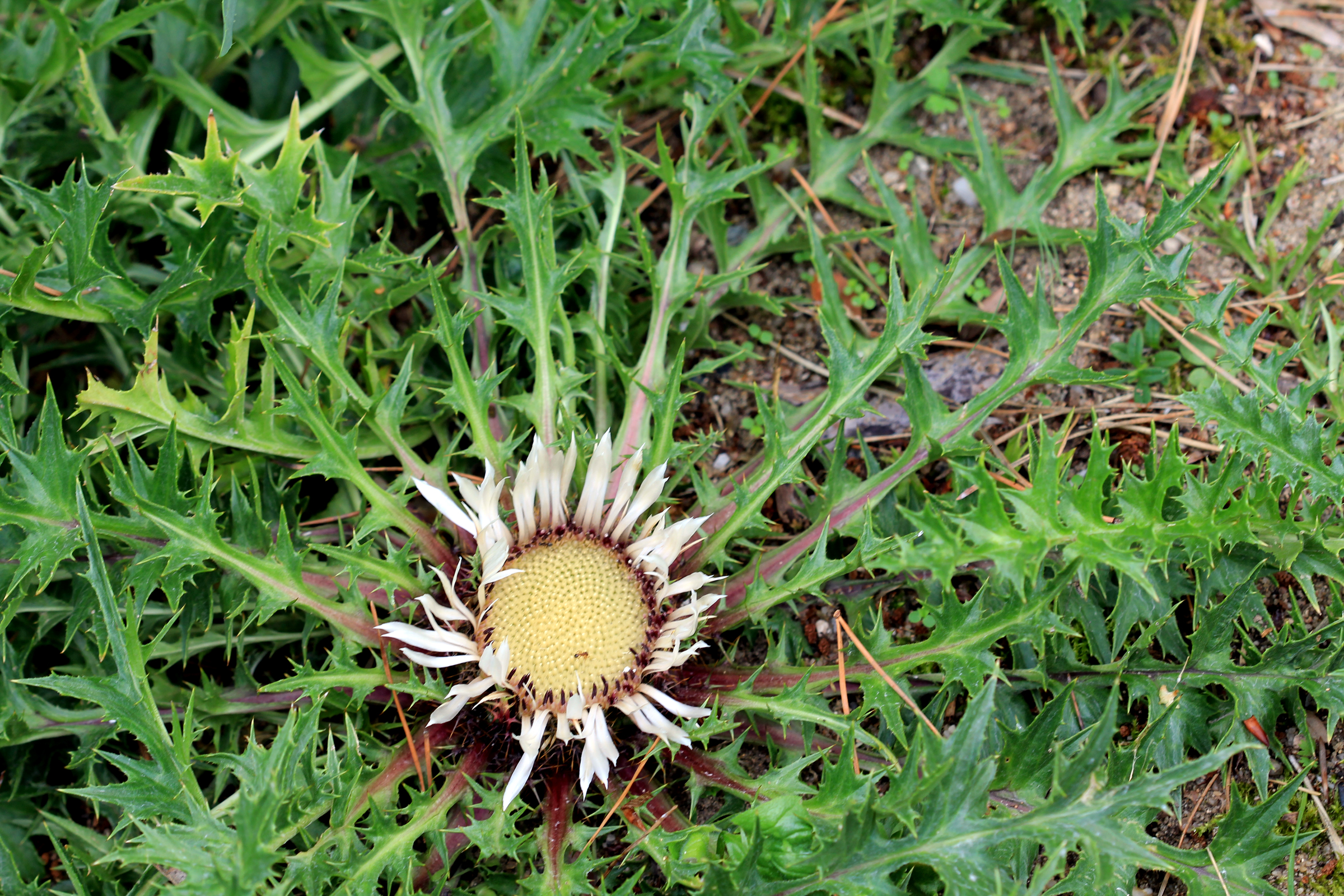

C'est une plante vivace d'aspect coriace et luisant, aux capitules argentés. Comme chez la Carline à feuilles d'acanthe, le capitule se referme lorsque le temps est humide ou pluvieux. Ce phénomène est censé servir de baromètre pour prévoir le temps à court terme. En France la carline acaule pousse surtout dans les régions de collines et montagnes jusqu'à 1 500 m environ[réf. nécessaire] sur sol souvent calcaire. Feuilles en rosette basale, pennatilobées, à segments étroits et épineux. Bractées extérieures de l'involucre semblables aux feuilles. Bractées moyennes brunes à noirâtres à limbe étroit, à longues épines souvent divisées. Bractées intérieures rayonnantes fines et terminées en pointe, de couleur argentée, entourant un disque de fleurons tubulés de couleur généralement crème à grisâtre.
La sous-espèce caulescens possède une petite tige.

## Caractéristiques
- Organes reproducteurs :

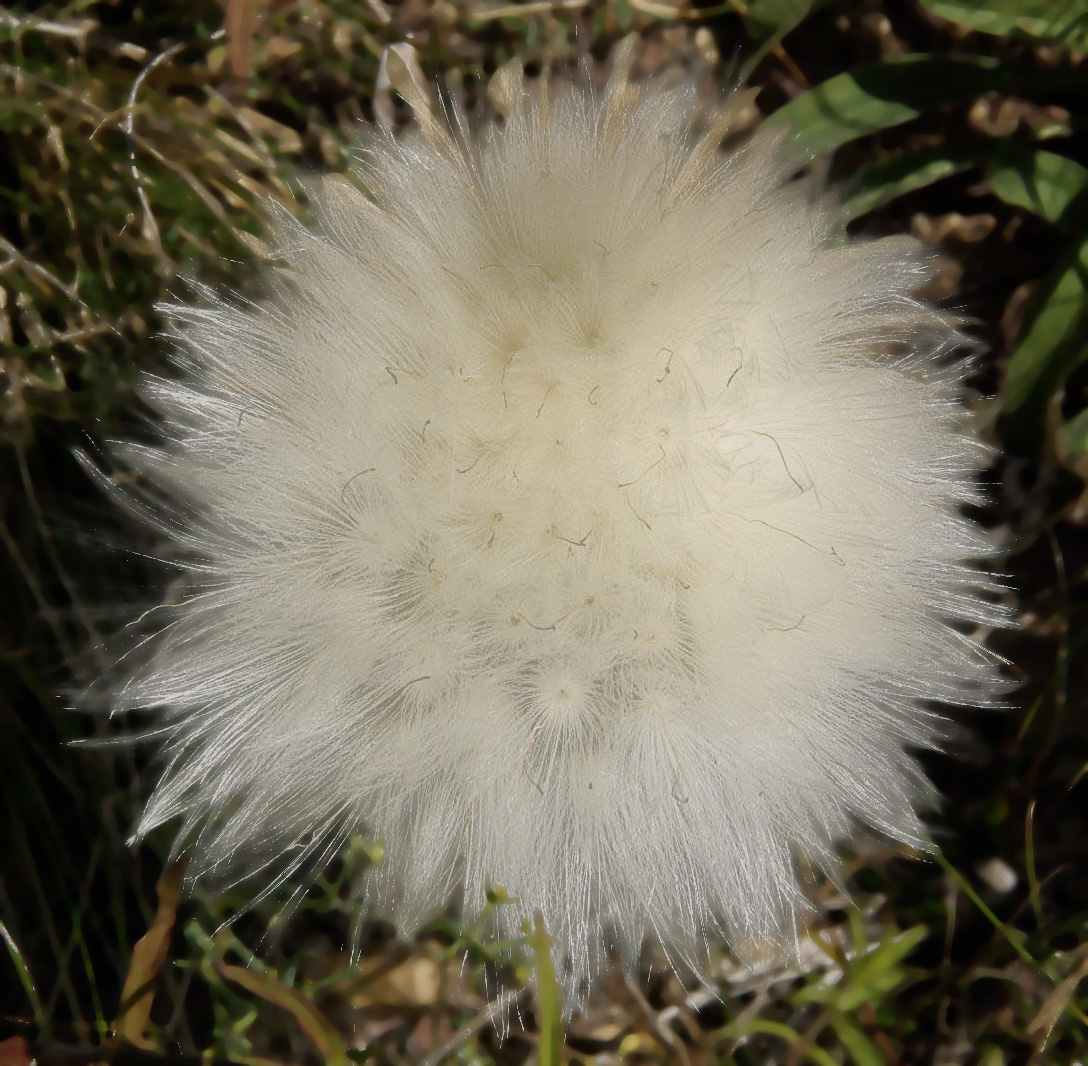
Akène

  - Type d'inflorescence : capitule simple
  - répartition des sexes : hermaphrodite
  - Type de pollinisation : entomogame, autogame
  - Période de floraison : août à septembre
- Graine :
  - Type de fruit : akène
  - Mode de dissémination : anémochore
- Habitat et répartition :
  - Habitat type :
  - Aire de répartition : européen.

Données d'après : Julve, Ph., 1998 ff. - Baseflor. Index botanique, écologique et chorologique de la flore de France. Version : 23 avril 2004. 

## Utilisations

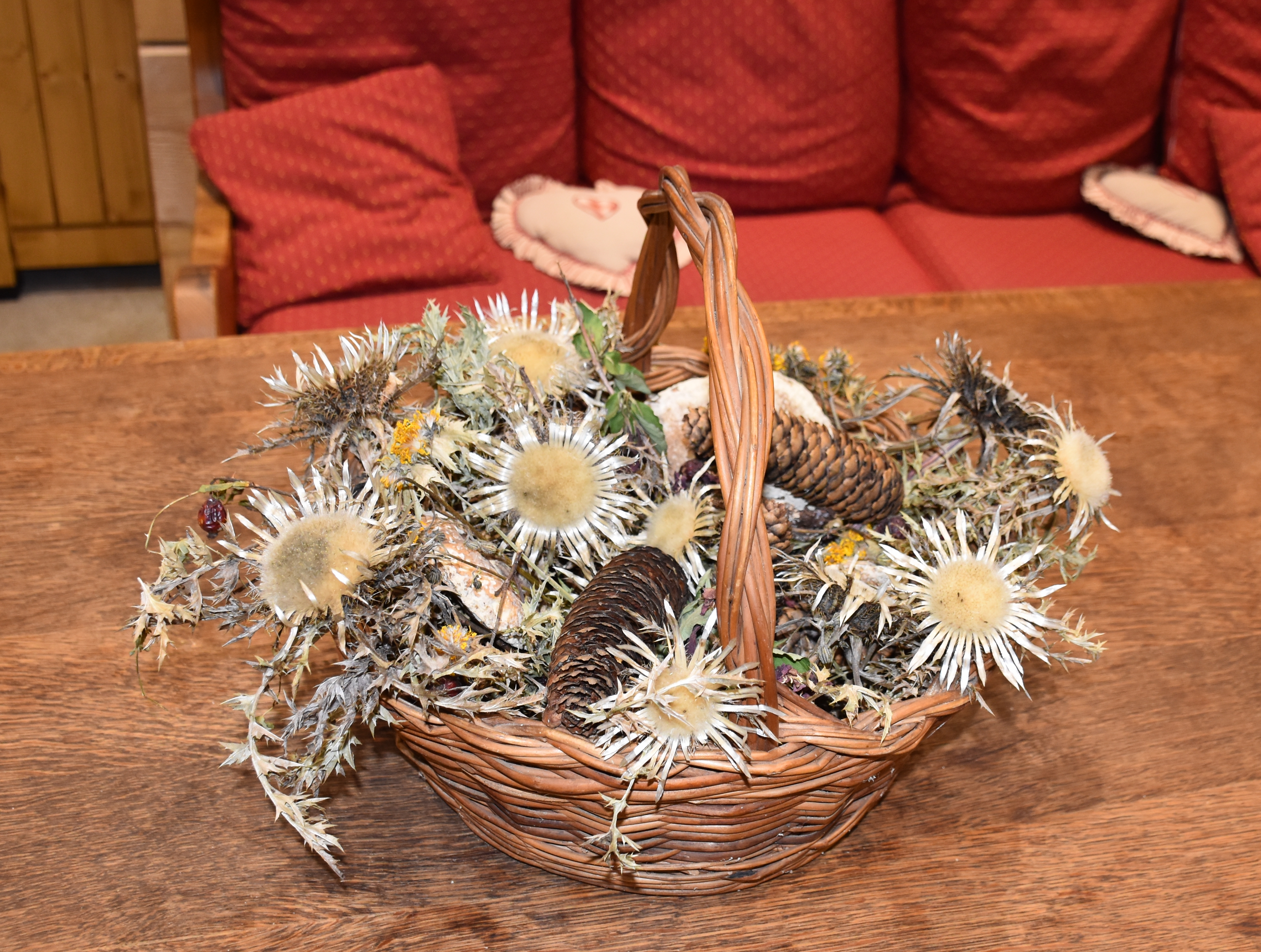
Composition décorative à base de carlines acaules.

Traditionnellement, elle se conservait longtemps, séchée, pour orner les façades et portes des maisons de montagne.

### Usage alimentaire
Jeune, cette plante peut se manger à la façon des artichauts.
Selon une étude ethnobotanique de Françoise et Grégoire Nicollier (1984) sur les usages des plantes dans la vie quotidienne à Bagnes au début du XXe siècle, les fleurs de ce chardon, après avoir été mises dans de l'eau bouillante, était une nourriture donnée aux porcs . 

Une autre recette citée par les anciens de la commune consistait à y associer des orties et de la «recuite» (la recuite et le nom du sérum résultant de la fabrication du fromage local, le sérac).

## Protection
En France, cette espèce bénéficie de protections, notamment en Alsace et en Bourgogne.